# Robert Bosch Stiftung

Escritório principal da Fundação Robert Bosch, Stuttgart

Robert Bosch Stiftung GmbH (Fundação Robert Bosch) é uma instituição de caridade e uma das principais fundações privadas da Europa, conhecida por promover as ciências naturais e sociais, incluindo saúde pública e ciência, educação, sociedade e cultura e relações internacionais. Fundada em 1964, a Robert Bosch Stiftung visa promover os empreendimentos filantrópicos e sociais do fundador Robert Bosch (1861 – 1942).
A Robert Bosch Stiftung é única por possuir a Robert Bosch GmbH, uma das maiores empresas da Alemanha. Esta fundação beneficente detém uma participação de 92% no capital social da Robert Bosch GmbH. A fundação canaliza o dividendo de ações que recebe exclusivamente para obras de caridade, inclusive para apoiar atendimento médico geral, entendimento internacional, assistência social, treinamento e educação.
A fundação sem fins lucrativos é operacional e doadora. Em suas atividades, a fundação concentra-se em seis áreas: Saúde, Ciência, Educação, Sociedade, Relações Internacionais – América e Ásia e Relações Internacionais - Europa e seus vizinhos.
A fundação opera três instalações para saúde e pesquisa em Stuttgart: o Hospital Robert Bosch (Robert-Bosch-Krankenhaus), o Instituto de Farmacologia Clínica Dr. Margarete Fischer-Bosch e o Instituto de História da Medicina, que abriga os jornais privados da o fundador da homeopatia, Samuel Hahnemann.
A Robert Bosch Stiftung administra três outras fundações: a Hans Walz Stiftung, que financia tratamento naturopata, morre Otto e Edith Mühlschlegel-Stiftung, cujos recursos são utilizados em projetos que tratam do tema envelhecimento e melhoria da qualidade de vida dos idosos e o DVA-Stiftung, que é uma subsidiária da Robert Bosch Stiftung desde janeiro de 2005 e apóia as relações franco-alemãs nos campos da cultura, literatura e teatro.
Em 2014, a Robert Bosch Stiftung estabeleceu a Robert Bosch Academy, com sede em Berlim, uma instituição multidisciplinar que convida intelectuais e pensadores públicos distintos de todo o mundo a serem Richard von Weizsäcker Fellows em Berlim.
De 1964 a 2017, a fundação forneceu 1,6 bilhões de euros em financiamento. Em 2017, emitiu doações de 100,5 milhões de euros. É membro da Network of European Foundations for Innovative Cooperation (NEF).

## Iniciativas
A fundação está envolvida no trabalho de modernização do sistema de saúde alemão. Em particular, está tentando desenvolver mais pequenos centros de saúde.

## Filme
A cada ano, a Robert Bosch Stiftung emite três prêmios de coprodução para produções conjuntas de filmes de jovens cineastas alemães e seus parceiros dos países árabes. Até 2015, o prêmio foi concedido a cineastas da Alemanha e da Europa Oriental. Os ex-participantes foram:
Filme de curta-metragem: I'll Go To War, But First Make Me Coffee
- Diretor: Ariel Shaban (Kosovo)
- Produtor: Catharina Schreckenberg (Alemanha), Arben Zharku (Kosovo)

Animação: Mango Manga
- Diretor: Milen Vitanov (Bulgária)
- Produtor: Samuel Weikopf (Alemanha)
- Roteiro: Vera Trajanova (Bulgária)
- Música: Marian Mentrup (Alemanha)

Documentário: The Chosen Ones
- Diretor: Arman Yeritsyan (Armênia)
- Co-diretora: Yulia Grigoryants (Armênia)
- Produtor: Fabian Gasmia (Alemanha)
- Co-produtor: Yulia Grigoryants (Armênia)

Filme de curta-metragem: Free Range
- Diretor e Roteirista: Bassem Breish
- Produtor: Jacques Colman
- Co-produtor: Katia Saleh